# Doha
Doha (Arabisch: الدوحة, ad-doha of ad-dawhah, letterlijk: "de grote boom") is de hoofdstad van Qatar en de dichtstbevolkte gemeente van het land. De stad heeft ongeveer 800.000 inwoners en ligt aan de Perzische Golf. Meer dan 60% van de totale bevolking van Qatar woont in deze stad, die tevens het economische hart van het land is. Doha is gebouwd rond de Baai van Doha.

## Nationaal

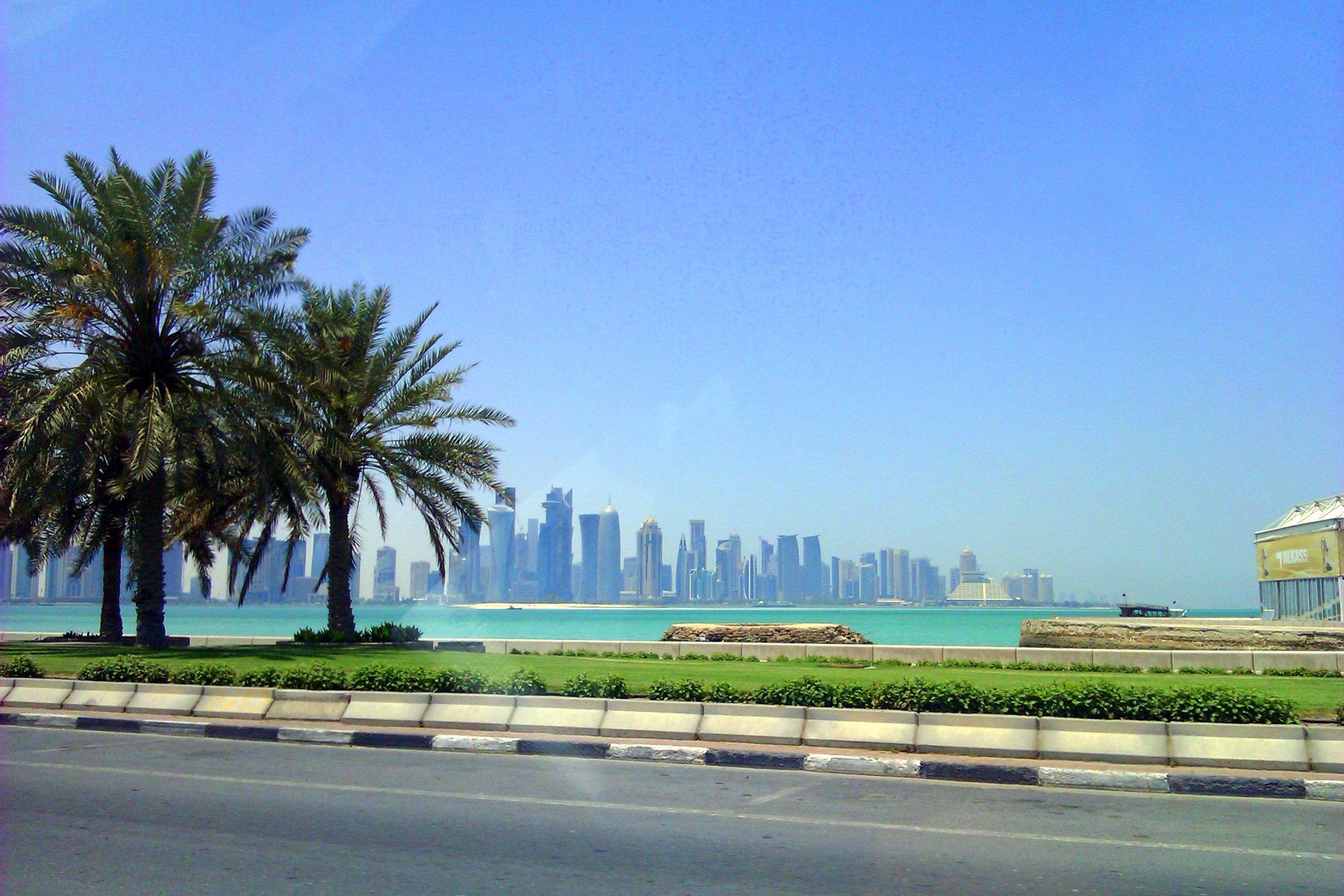
Skyline van Doha

Net als in andere Arabische landen zoals Koeweit en Saoedi-Arabië is er in Qatar een grote hoeveelheid olie en gas te vinden. Ook wordt er nog veel gevist. In Doha bevindt zich de regeringszetel van Qatar. Doha huisvest ook Education City, een gebied geheel gewijd aan onderzoek, ontwikkeling en onderwijs.

## Internationaal
Al Jazeera begon in 1996 vanuit Doha haar uitzendingen en groeide uit tot een van de belangrijkste nieuwszenders van de Arabische wereld. Sinds 2006 kent het ook een Engelstalige afdeling voor een mondiaal publiek, Al Jazeera English.
In Doha is in 2001 de ontwikkelingsagenda (DDA, Doha Development Agenda) vastgesteld. De landen die zijn aangesloten bij de Wereldhandelsorganisatie (WHO) zijn toen gestart met de onderhandelingen om internationale handelsbarrières weg te nemen. Deze onderhandelingsronde, de Doha-ronde, eindigde in 2013, om in andere vormen te worden verdergezet.

## Districten
In Doha zijn de volgende districten te vinden:
- Al Assiry (العسيري)
- Al Bidda (البدع)
- Bin Mahmoud (فريج بن محمود)
- Al Dafna (الدفنة)
- Al Hilal (الهلال)
- Madinat Khalifa (مدينة خليفة)
- Al Mamoura (المعمورة)
- Al Markhiya (المرخية)
- Al Nasr (النصر)
- Oude vliegveld (المطار القديم)
- Onaiza (عنيزة)
- Qutaifiya (القطيفية)
- Ras Abu Aboud (راس أبو عبود)
- Al sadd (السد)
- Rumeilah (الرميلة)
- Al Waab (الوعب)
- Wadi Al Sail (وادي السيل)
- West Bay (الخليج الغربي)

## Klimaat
Doha heeft een woestijnklimaat dat gekenmerkt wordt door lange zomers met hoge temperaturen en weinig regen. Ook de andere seizoenen kennen weinig neerslag, die vooral voorkomt in de maanden oktober tot en met maart. De temperaturen in de winter zijn eveneens relatief hoog: het wordt bijna nooit kouder dan 7 graden.
| Maand                                               | jan | feb | mrt | apr | mei | jun | jul | aug | sep | okt | nov | dec | Jaar |
| --------------------------------------------------- | --- | --- | --- | --- | --- | --- | --- | --- | --- | --- | --- | --- | ---- |
| Gemiddeld maximum (°C)                              | 21  | 22  | 26  | 30  | 37  | 40  | 40  | 39  | 36  | 34  | 27  | 22  | 31   |
| Gemiddeld minimum (°C)                              | 13  | 14  | 21  | 26  | 28  | 29  | 30  | 30  | 27  | 25  | 21  | 15  | 23   |
|                                                     |     |     |     |     |     |     |     |     |     |     |     |     |      |
| Neerslag (mm)                                       | 12  | 2   | 3   | 9   | 1   | 0   | 0   | 0   | 0   | 1   | 17  | 23  | 6    |
| Bron: http://gsa.qsa.gov.qa:8080/QATLAS/QATLAS.html |     |     |     |     |     |     |     |     |     |     |     |     |      |

## Demografie
De demografie van Doha is anders dan in veel andere steden omdat de meerderheid van de inwoners uit expats bestaat. Qatarezen vormen een minderheid. De meeste bewoners van Doha komen uit Zuid- en Zuidoost-Aziatische landen zoals Pakistan, India, Sri Lanka, Bangladesh, Nepal, de Filipijnen en Indonesië. Andere expats komen onder andere uit de Levant, Noord-Afrika, Oost-Azië, Duitsland, Letland, het Verenigd Koninkrijk, de Verenigde Staten, Canada, Frankrijk, Zuid-Afrika en Australië.
In het verleden was het buitenlanders niet toegestaan land te bezitten in Qatar, maar gaandeweg mochten ze land kopen in verschillende districten in Doha, waaronder in West Bay, op het kunstmatige eiland The Pearl en in de stad Lusail, een stad net buiten Doha die nu nog geheel in aanbouw is. Het bezitten van land geeft personen het recht te wonen en werken in Qatar.
Elke maand emigreren duizenden mensen naar Qatar, wat als gevolg heeft dat Doha een explosieve groei in bevolkingsaantal maakt. De stad heeft nu, met inbegrip van de steden in de directe omgeving, een miljoen inwoners, wat een verdubbeling betekent in tien jaar tijd. De prijzen op de huizenmarkt zijn hierdoor aanzienlijk gestegen, wat weer een vergroting van de inflatie tot gevolg had. Mettertijd werd het onevenwicht tussen vraag en aanbod kleiner, waardoor de huizenprijzen minder hard stegen of zelfs wat daalden.
De niet-Qatarese inwoners stuurden volgens de Qatarese Kamer van Koophandel tussen 2006 en 2012 zo'n 60 miljard dollar (47 miljard euro, oktober 2014) terug naar hun land van herkomst. 54% daarvan ging naar landen in Azië en 28% ging naar Arabische landen.
De meeste mensen in Qatar zijn moslims. De islam was tot 2003 de enige toegestane religie in Qatar. Na 2003 veranderde dat en in maart 2008 werd de eerste Katholieke kerk (zonder herkenbare christelijke symbolen aan de buitenkant) ingewijd in Doha: de Onze-Lieve-Vrouw van de Rozenkranskerk (Arabisch: كنيسة سيدة الوردية). Nadien zijn er meerdere kerken gebouwd, waaronder de Malankara Orthodoxe kerk, de Mar Thomakerk, de Syro-Malankarakerk en de kerk van de Pinksterbeweging.
| 1890   | 1986    | 1994    | 1997    | 2004    | 2010    |
| ------ | ------- | ------- | ------- | ------- | ------- |
| 12.000 | 217.294 | 361.500 | 311.551 | 439.660 | 796.947 |

## Transport

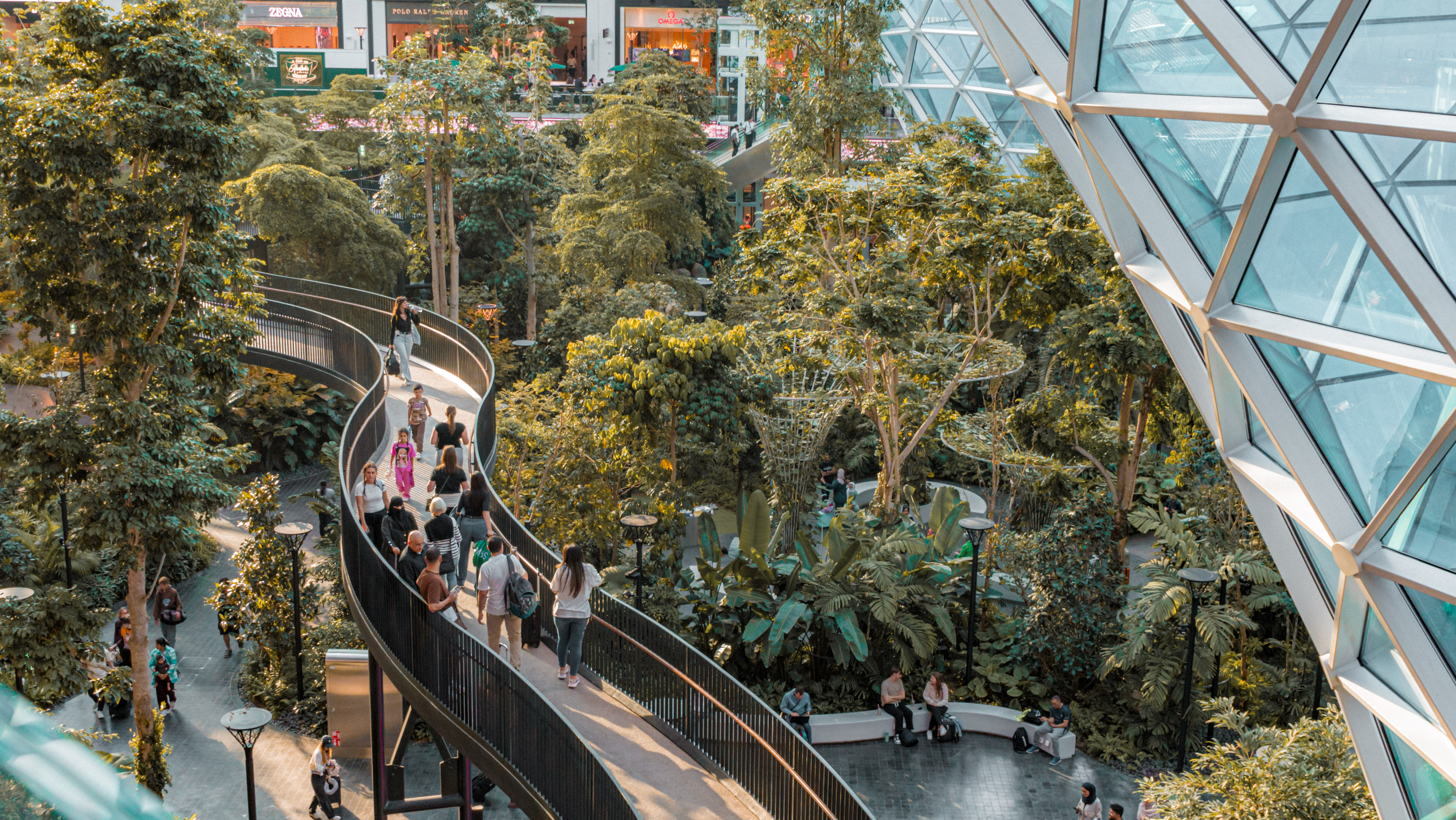
Wandelpad in ‘The Orchard’ bij Hamad International Airport

### Vliegvelden
Hamad International Airport, afgekort DOH, is het enige internationale vliegveld van Qatar. Dit vliegveld is de uitvalsbasis van Qatar Airways. Het hoofdkantoor van deze luchtvaartmaatschappij bevindt zich in de Qatar International Towers in Doha. Tot mei 2014 was de Internationale luchthaven van Doha, 4 kilometer ten westen van Hamad International Airport, het enige internationale vliegveld, maar dat werd in die maand gesloten omdat het te klein werd. Het nieuwe vliegveld kon ten minste 50 miljoen, maar mogelijk tot 93 miljoen passagiers per jaar verwerken. Maatschappijen die vliegen op Hamad International Airport zijn onder andere KLM, Lufthansa, British Airways, Turkish Airlines en Emirates. Het vliegveld heeft twee landingsbanen en een terminal, en met het oog op het Wereldkampioenschap voetbal 2022 werd een tweede terminal gepland.
Ten zuidwesten van Doha bevindt zich de vliegbasis Al Udeid, die gebruikt wordt door de United States Air Force en de Royal Air Force. Voor 2008 werd de vliegbasis ook gebruikt door de Royal Australian Air Force.

### Haven

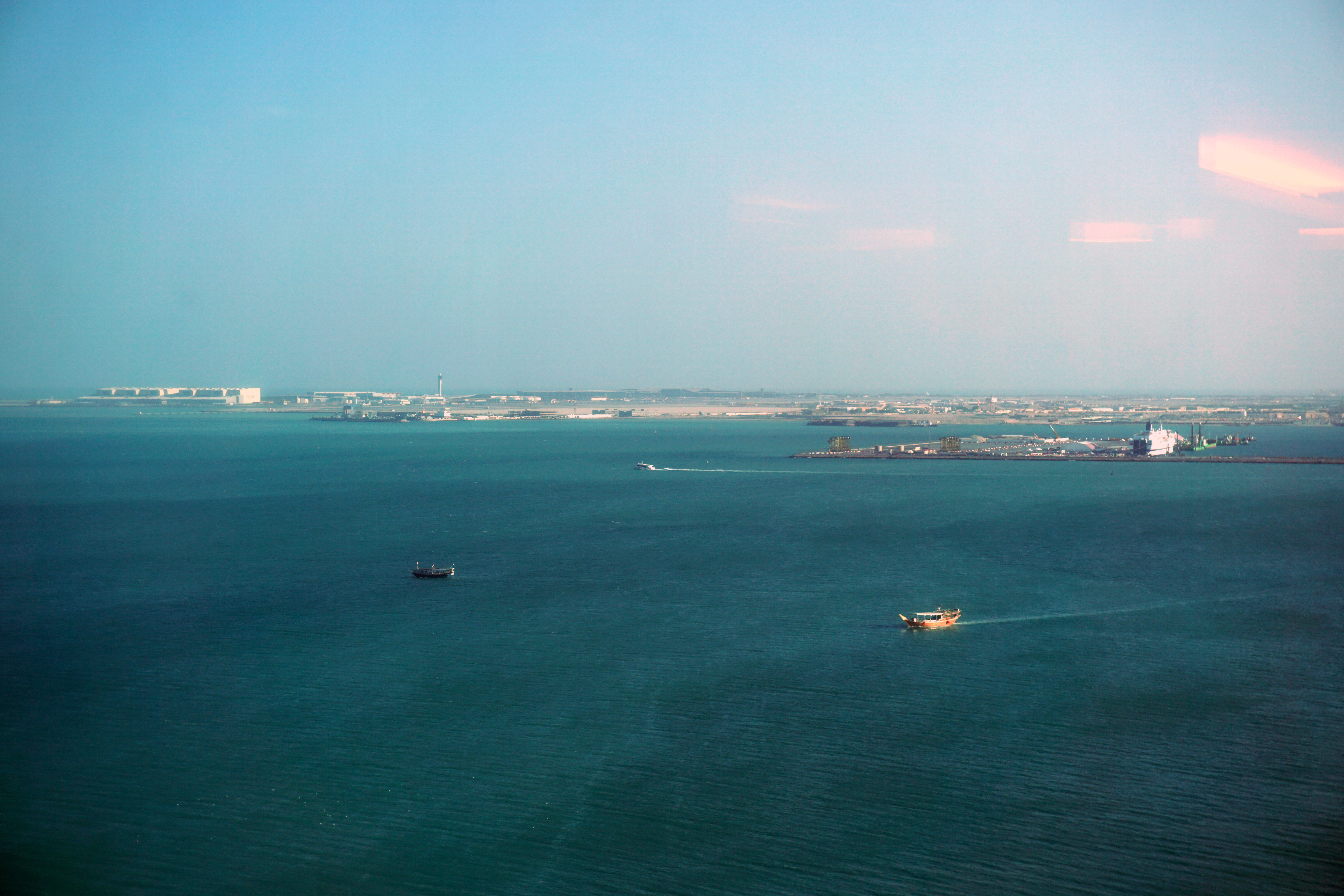
Doha haven

De haven van Doha bevindt zich net buiten de Doha Corniche, een lange boulevard langs de Baai van Doha, dicht bij het centrum van de stad. Er werden plannen gemaakt voor een nieuwe haven, te bouwen ten zuiden van Hamad International Airport.

### Spoorwegen
Het spoorwegnetwerk in Doha omvat een lightrail- en metronetwerk, tramlijnen, een hogesnelheidslijn en een goederenspoorlijn, allemaal onderdeel van het Qatar Integrated Railway project.

#### Metro
Vanaf 10 oktober 2012 werd gewerkt aan een metronetwerk in Doha die in totaal 300 km lang moet worden en zal bestaan uit vier lijnen. De lijnen komen samen op station Msheireb, dat zal dienen als verkeersknooppunt. Naast metro- en lightrailtreinen zal het netwerk ook worden voorzien van een people mover.
De eerste fase van de bouw bestaat uit 129 kilometer spoor verdeeld over drie lijnen: de Red line, de Green line en de Gold line. Voor de bouw zijn tot nu toe vijf bedrijven en consortia gecontracteerd: Porr, Saudi Binladen en HBK Contracting voor de bouwvoorbereidingen, Jacobs Engineering voor de Red line, Louis Berger en Egis Group voor de Gold line en de belangrijkste stations, Hill International voor de Green line en Lloyd's Register voor de veiligheidsvoorzieningen. De contracten van de eerste fase hebben een waarde van 1,48 miljard rial, zo'n 320 miljoen euro (oktober 2014). Volgens planning werd een eerste fase met een netwerk van 89 km afgerond in het vierde kwartaal van 2019.
Het stadsontwikkelingsproject Lusail, zo'n 15 kilometer ten noorden van het centrum van Doha, wordt via een lightraillijn ook aangesloten op dit metronetwerk. Het voorziene net met een totale lengte van 38,8 kilometer zal 36 stations krijgen. Naar verwachting zullen de kosten in totaal 10 miljard rial zijn (2,2 miljard euro, oktober 2014). Een eerste fase van de uitbouw van de Lusail Tram (ترام لوسيل), een stuk van zes stations van de Oranjelijn, werd op 1 januari 2022 in dienst genomen in een testfase. De Lusail Tram zal voor een duur van 20 jaar worden geëxploiteerd en onderhouden door RKH Qitarat, een joint venture gevormd door Hamad Group (51%) en de Franse transitoperators Keolis en RATP Dev (49%), namens systeemeigenaar Qatar Rail. Het lightrailtraject wordt geëxploiteerd met een vloot van Alstom Citadis-trams.

#### West Bay tramlijn
De wijk West Bay krijgt een eigen tramlijn zonder bovenleiding. Ook deze moet nog aangelegd worden. De opening zal plaatsvinden in 2015 en de lijn wordt aangelegd door Siemens.

#### Golfspoorweg
Op dit moment zijn er plannen voor de Golfspoorweg, een spoorweg die de zes lidstaten van de Samenwerkingsraad van de Arabische Golfstaten (Bahrein, Koeweit, Oman, Qatar, Saudi Arabië en de VAE) met elkaar moet gaan verbinden, en is eventueel uit te breiden naar Jemen via Saudi-Arabië of Oman en Irak via Koeweit. De spoorweg moet een totale lengte krijgen van 1.940 kilometer en moet operationeel zijn in 2017. Het gedeelte dat naar verwachting het eerste geopend wordt, is de monoraillijn van Bahrein naar Saudi-Arabië.

## Onderwijs

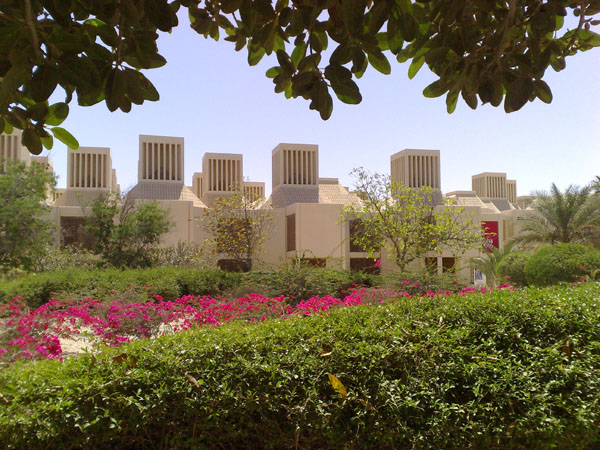
Universiteit van Qatar

Onderwijs was een van de aandachtspunten van de Qatarese regering. Naast de door de overheid beheerde, in 1973 geopende Universiteit van Qatar, de enige openbare universiteit, heeft Doha nog een aantal universiteiten, waarvan de meesten een campus hebben in Education City, aan de westkant van de stad. Education City is een van de belangrijkste projecten van Qatar Foundation, een non-profitorganisatie die zich inzet voor ontwikkeling van onderwijs, onderzoek en de gemeenschap.
Een belangrijke organisatie met betrekking tot onderwijs is de Hoge Raad voor Communicatie en Informatietechnologie (ictQATAR), die met haar onderwijsprogramma onderwijs en ICT combineert in Qatar.
In Doha bevinden zich vele scholen, waaronder scholen voor en door niet-Qatarese inwoners van Doha. Zo zijn er Indiase, Bengalese, Engelse, Filipijnse, Franse, Canadese, Amerikaanse, Pakistaanse, Libanese en Iraanse scholen te vinden.

### Universiteiten en hogescholen in Doha
De volgende universiteiten hebben een vestiging in Doha:
In Education City:
- Carnegie Mellon University in Qatar
- Georgetown University School of Foreign Service in Qatar
- HEC Paris in Qatar
- Northwestern University in Qatar
- Texas A&M University at Qatar
- University College London Qatar
- Virginia Commonwealth University
- Weill Cornell Medical College in Qatar.

Buiten Education City:
- Universiteit van Qatar
- CHN University
- College of the North Atlantic
- Universiteit van Calgary.

## Sport
Qatar wil zich profileren als de sporthoofdstad van de regio. Dit heeft tot gevolg dat veel grote sportevenementen plaatsvinden in en rond Doha. Zo heeft de stad in 2005 de derde West-Aziatische Spelen georganiseerd, en was het in december 2006 gastheer voor de vijftiende editie van de Aziatische Spelen. Tevens vond de finale van het Aziatisch kampioenschap voetbal 2011 plaats in Doha. Vier van de vijf stadions die gebruikt werden voor dit evenement dat georganiseerd werd in Qatar, bevonden zich in Doha. De Aziatische Indoorspelen, die gepland stonden voor hetzelfde jaar, waren ook aan Doha toegewezen. Echter, de stad trok zich later terug waardoor het evenement geen doorgang vond en later ook niet meer plaats heeft gevonden.
Andere evenementen die in Doha plaats hebben gevonden, zijn de Grote Prijs van Qatar (onderdeel van het wereldkampioenschap F1 Powerboat), de 2008–2010 edities van het tennistoernooi WTA Tour Championships, de jaarlijkse hydroplane bootrace Oryx Cup, de jaarlijkse Diamond League atletiekwedstrijd Qatar Athletic Super Grand Prix, de Wereldkampioenschappen kortebaanzwemmen 2014, de Wereldkampioenschappen Squash 2012 en het jaarlijkse tennistoernooi Qatar ExxonMobil Open. In oktober 2016 organiseerde Qatar het WK wielrennen. De Slowaak Peter Sagan won voor het tweede jaar op rij het WK. In 2019 werden de slecht bezochte Wereldkampioenschappen atletiek in Doha georganiseerd.
Doha had zich kandidaat gesteld voor de Olympische Zomerspelen 2016, maar is in 2008 afgevallen.
Doha organiseert ook jaarlijks de Qatar Masters. Een golftoernooi dat deel uitmaakt van de Europese PGA Tour.

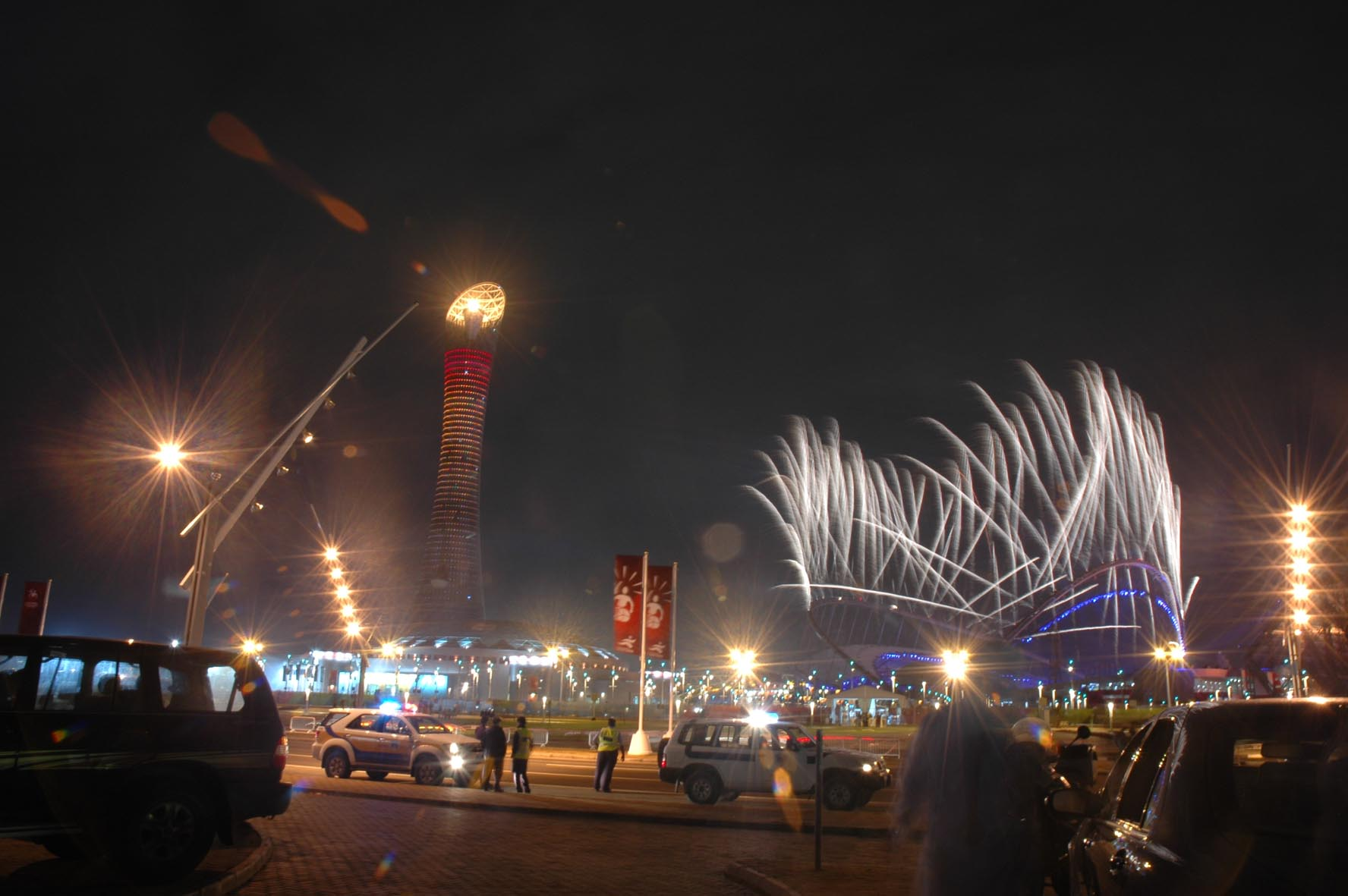
Doha Sports City tijdens de Aziatische Spelen 2006

Doha beschikt over het Doha Sports City Complex, dat een sportacademie huisvest waar sporters getraind worden om mee te kunnen doen in de top van hun sport. Het complex omvat daarnaast het Khalifa International Stadium, het Hamad Aquatic Centre en de Aspire Tower. Iets ten noorden van de stad ligt het Losail International Circuit, waar races worden gehouden van de MotoGP. Andere sportcomplexen in de stad zijn:
- Hamad bin Khalifa Stadium - Thuisstadion van voetbalclub Al-Ahli SC
- Thani bin Jassim Stadium - Thuisstadion van voetbalclub Al-Gharrafa
- Jassim Bin Hamad Stadium - Thuisstadion van voetbalclub Al-Sadd en het nationale voetbalelftal van Qatar
- Al Rayyan Stadium - Thuisstadion van sportclubs Al-Rayyan en Al Kharaitiyat
- Al-Arabi Stadium - Thuisstadion van voetbalclubs Al-Arabi
- Khalifa International Tennis and Squash Complex - Stadion van twee ATP tennistoernooien
- Suheim Bin Hamad Stadium - Thuisstadion van voetbalclub Qatar SC
- The Wall Stadium (in aanbouw) - In de toekomst het grootste ondergrondse stadion ter wereld
- Paralympic Stadium (in aanbouw)
- Doha Sportmuseum (in aanbouw).

### Wereldkampioenschap voetbal 2022
In 2022 vindt het wereldkampioenschap voetbal plaats in Qatar. Van de acht stadions die gebruikt worden, bevinden zich er drie in Doha: het Khalifa Internationaal Stadion (40.000 plaatsen), het Stadion 974 (40.000 plaatsen) en het Al Thumamastadion (40.000 plaatsen). Het Lusailstadion, waar de WK-finale wordt gespeeld, bevindt zich net buiten Doha in Lusail.

## Stedenbanden
Doha heeft met de volgende steden een band:
- Tunis (Tunesië)
- Biskra (Algerije)
- Brasilia (Brazilië)
- Stratford-upon-Avon (Verenigd Koninkrijk)
- Amman (Jordanië)
- Houston (Verenigde Staten)
- Port Louis (Mauritius)

Al Ghuwariyah · Al Jumaliyah · Al Khawr · Al Wakrah · Ar Rayyan · Ash Shamal · Doha · Jariyan al Batnah · Mesaieed · Umm Salal